# Pablo Morales
Pablo Morales, född 5 december 1964 i Chicago, är en amerikansk före detta simmare.
Morales blev olympisk guldmedaljör på 100 meter fjäril vid sommarspelen 1992 i Barcelona.